# Koszalin Wschodni
Koszalin Wschodni – przystanek osobowy w Koszalinie w województwie zachodniopomorskim, na linii kolejowej nr 202 Gdańsk Główny – Stargard. Pierwotny termin oddania do użytku to 2023 rok. Przystanek został oddany do użytku 1 września 2024 roku.